# Porte fortifiée de Nuits
La porte fortifiée de Nuits est une porte de ville située sur la commune de Nuits, dans le département de l'Yonne, en France.

## Localisation
Elle se trouve à l'est du bourg.

## Historique
L'édifice est inscrit au titre des monuments historiques par arrêté du 18 décembre 1969.